# Grynig dagglav
Grynig dagglav (Physconia grisea) är en lavart som först beskrevs av Jean-Baptiste de Lamarck, och fick sitt nu gällande namn av Poelt. Grynig dagglav ingår i släktet Physconia och familjen Physciaceae.  Arten är reproducerande i Sverige. Inga underarter finns listade i Catalogue of Life.

## Källor

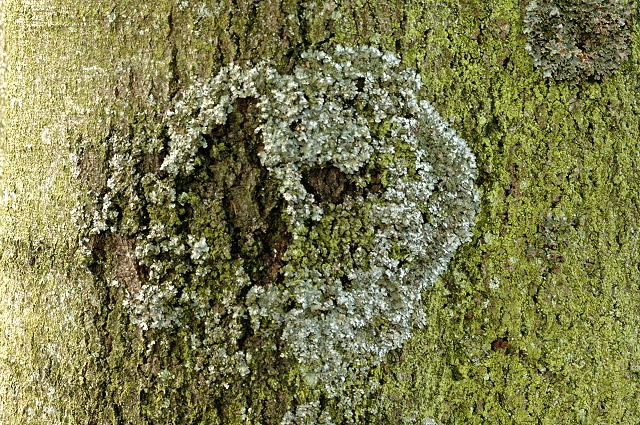